# Nyda (plaats)
Nyda (Russisch: Ныда, officiële naam: Муниципальное образование село Ныда) is een plaats (selo) in het noorden van het district Nadymski binnen het autonome district Jamalië van de Russische oblast Tjoemen in het noorden van West-Siberië. De plaats ligt op de taiga op de oever van de Obboezem ten noorden van de plaats Nori. Nyda ontstond ergens in de 19e eeuw. In 1931 werd het gemaakt tot selsovjet onder de naam Nydo-Nadymski. Van 1936 tot 1972 was Nyda het bestuurlijk centrum van het district Nadymski. Momenteel vormt de boerderij Nydinskoje met een rendierhouderij en een pelsdierenhouderij de belangrijkste economische activiteit van de plaats.
Van de ongeveer 2000 inwoners bestaat de helft uit mensen van Nenetsische afkomst.
Bestuurlijk centrum: Nadym

Jagelny · Jamburg · Koetopjoegan · Lonjoegan · Nori · Nyda · Pangody · Pravochettinski · Priozerny · Stary Nadym · Zapoljarny